# Kaltensondheim
Kaltensondheim ist ein Ortsteil der Gemeinde Biebelried im unterfränkischen Landkreis Kitzingen.

## Geografische Lage
Das Kirchdorf Kaltensondheim befindet sich im Süden des Biebelrieder Gemeindegebietes, das den westlichen Abschluss des Landkreises bildet. Östlich des Dorfes schließt sich das Stadtgebiet der Kreisstadt Kitzingen an, während im Süden der Landkreis Würzburg beginnt. Der Westen wird vom Biebelrieder Ortsteil Westheim eingenommen. Zwei Naturdenkmäler bestehen um Kaltensondheim. So schützte man eine Kastanie mit Bildstock im Südosten des Dorfes ebenso, wie das Gehölz an der Urzenwiese. Ein Speierling nahe dem Ort verlor diesen Schutzstatus in der Vergangenheit.
Die nächsten größeren Städte sind das etwa 5 Kilometer entfernte Kitzingen und Würzburg in ungefähr 15 Kilometer Entfernung.
Naturräumlich liegt Kaltensondheim auf den sogenannten Hochflächen im südlichen Maindreieck, die zu den Gäuflächen im Maindreieck gezählt werden. Typisch sind die etwa 300 m hohen Flächen, die in Richtung des Maines steil abfallen. Nördlich bzw. südlich des Dorfes entspringen die beiden Oberläufe des Eherieder Mühlbachs, die sich im Osten der Gemarkung zum Bach vereinen. Außerdem bestand nördlich von Kaltensondheim lange Zeit die sogenannte Quelle am Prangl oder Bobelesquelle, um die sich mehrere Sagen ranken.

## Geschichte
Das Dorf wurde im Jahr 1290 erstmals erwähnt. Als älteste Dorfherren sind die Nonnen des Kitzinger Frauenklosters überliefert. Um das Jahr 1466 ging die Herrschaft auf die Herren von Seinsheim über, die Kaltensondheim zusammen mit dem Schlossgut in Erlach erwarben. Nach dem Dreißigjährigen Krieg erhielten die Herren von Schwarzenberg den Ort. Erst im Jahr 1814 wurde Kaltensondheim eine Landgemeinde im Königreich Bayern.
Im Jahr 1978 wurde Kaltensondheim in die Gemeinde Biebelried eingemeindet.

## Sehenswürdigkeiten

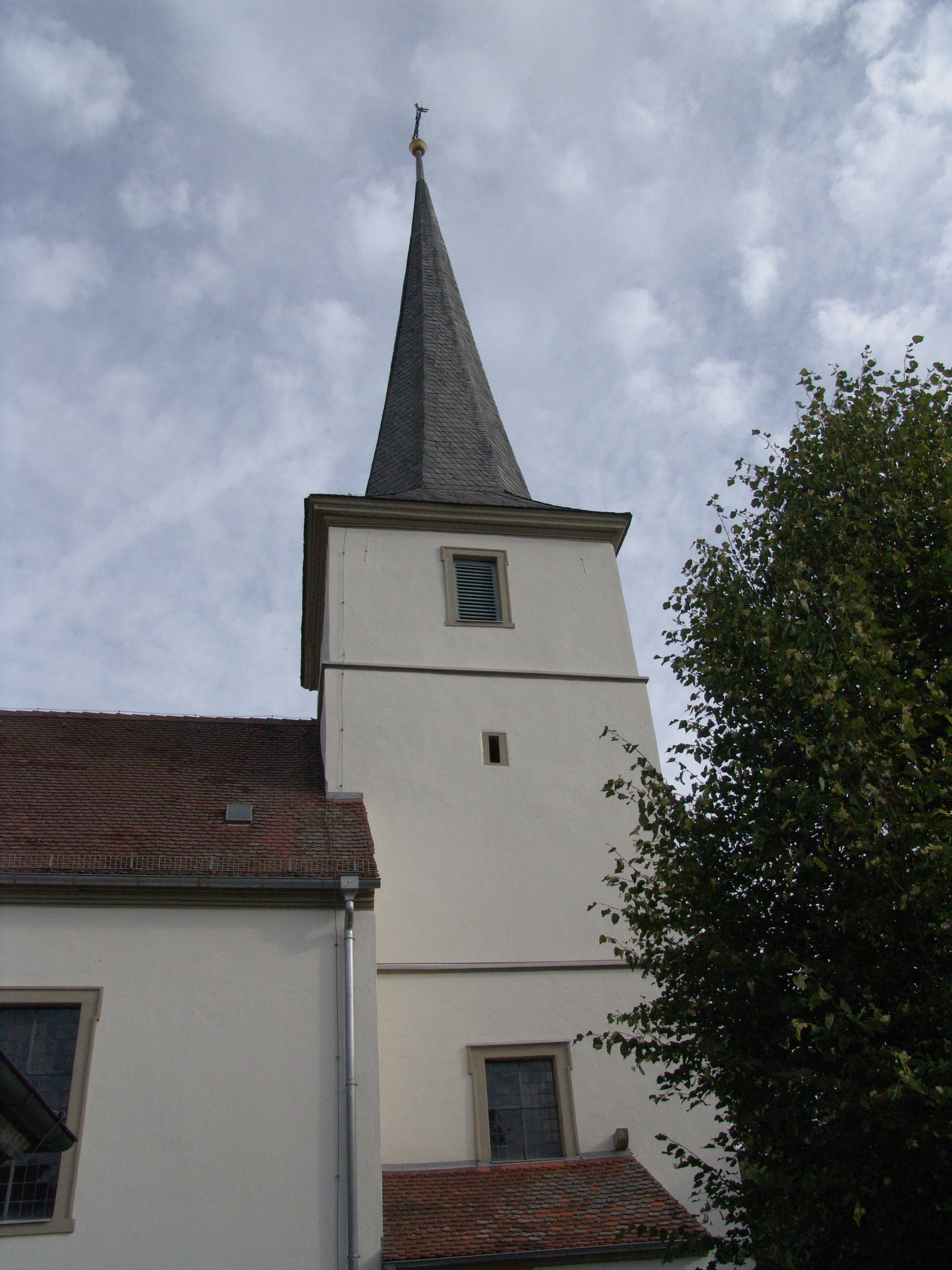
Die Simultankirche in Kaltensondheim

Die wichtigste Sehenswürdigkeit des Ortes ist die Simultankirche St. Andreas. Sie entstand in ihrer heutigen Form im Jahr 1712, der Vorgängerbau entstammt der zweiten Hälfte des 16. Jahrhunderts. Aus dieser älteren Kirche hat sich noch der Taufstein erhalten. Die Altäre sind dem frühen 18. Jahrhundert zuzuordnen. Das Kirchengebäude wurde zeitweise von beiden Konfessionen als Gotteshaus genutzt.
Neben der Kirche haben sich im Ort mehrere Bildstöcke erhalten. Besonders bemerkenswert ist der sogenannte Weihnachtsbildstock, der die Anbetung des Jesuskindes zeigt. Das Original befindet sich heute in Kitzingen, Richard Rother fertigte allerdings eine Kopie für die Gemeinde Kaltensondheim an. Außerdem weist der Ort mehrere Hofanlagen des 19. Jahrhunderts auf.

## Persönlichkeiten
- Alfons Pfrenzinger (1887–1950), Lehrer und Heimatforscher[3]
- Alfred Müller (1915–1997), Offizier der Wehrmacht und der Bundeswehr